# Comté de Washburn
Le comté de Washburn est un comté situé dans l'État du Wisconsin aux États-Unis. Son siège est Shell Lake. Selon le recensement de 2000, sa population était de 16 036 habitants.